# Безопасненский сельсовет
Безопасненский сельсовет — упразднённое сельское поселение в Труновском муниципальном округе Ставропольского края России.
Административный центр — село Безопасное.

## Символика
15 июля 2004 года утверждены герб и флаг села Безопасного.

## История
21 апреля 1918 года образован Безопасненский сельский совет.
Статус и границы сельского поселения установлены Законом Ставропольского края от 4 октября 2004 г. № 88-КЗ «О наделении муниципальных образований Ставропольского края статусом городского, сельского поселения, городского округа, муниципального района».
С 16 марта 2020 года, в соответствии с Законом Ставропольского края от 31 января 2020 г. № 14-кз, все муниципальные образования Труновского муниципального района были преобразованы путём их объединения в единое муниципальное образование Труновский муниципальный округ.

## Население
| 1989  | 2002  | 2010  | 2011  | 2012  | 2013  | 2014  |
| ----- | ----- | ----- | ----- | ----- | ----- | ----- |
| 6924  | ↗7339 | ↘6844 | ↘6830 | ↗6862 | ↘6811 | ↘6726 |
| 2015  | 2016  | 2017  | 2018  | 2019  | 2020  |       |
| →6726 | ↘6706 | ↘6678 | ↘6538 | ↘6320 | ↘6165 |       |

### Национальный состав
По итогам переписи населения 2010 года проживали следующие национальности (национальности менее 1 %, см. в сноске к строке "Другие"):
| Национальность | Численность | Процент |
| -------------- | ----------- | ------- |
| Русские        | 5340        | 78,02   |
| Езиды          | 417         | 6,09    |
| Армяне         | 278         | 4,06    |
| Цыгане         | 204         | 2,98    |
| Даргинцы       | 146         | 2,13    |
| Чеченцы        | 109         | 1,59    |
| Лезгины        | 95          | 1,39    |
| Другие         | 255         | 3,73    |
| Итого          | 6844        | 100,00  |

## Состав сельского поселения
| № | Населённый пункт | Тип населённого пункта       | Население |
| - | ---------------- | ---------------------------- | --------- |
| 1 | Безопасное       | село, административный центр | ↗6627     |
| 2 | Егорлык          | хутор                        | →0        |
| 3 | Эммануэлевский   | хутор                        | ↘258      |